# Inoussy (Messénie)
Messénské Inoussy (řecky Μεσσηνιακές Οινούσσες, Messiniakés Inoússes) je malá skupina řeckých ostrovů v Jónském moři jižně od messénského poloostrova na Peloponésu.
Souostroví Inussy je registrováno v ekologické soustavě Natura 2000 EU jako chráněné území.

## Geografie
Nacházejí se několik kilometrů jižně od přístavu Methoni a patří do okresu Pylos-Nestor. Skupinu tvoří šest ostrovů a několik skal vyčnívajících z moře. Jedná so o ostrovy Sapientza, Agia Marina, Schiza a Venetiko, dále ostrůvky Duo Adelphia (Δύο Αδέλφια) a Bomba (Μπόμπα) poblíž ostrova Sapientza a skály Petrokaravo (Πετροκάραβο). Největší ostrovy jsou Schiza (12,13 km²) a Sapientza (9,018 km²). Ačkoli sčítání lidu v Řecku z roku 2001 počítalo sedm obyvatel na ostrově Sapientza a dva na ostrově Schiza, považují se za neobydlené. Ostrov Venetiko, který leží dále na východ, se do tohoto souostroví také počítá. Nachází se jižně od mysu Akritas a patří do obce Koroni.
Na západ od souostroví Inussy se nachází hlubina Kalypso, nejhlubší místo Helénského příkopu Středozemního moře, hloubka 5267 metrů.

## Historie
Pausaniás zmiňuje ostrovy pod názvem Oinoussai (starořecky Οἰνοῦσσαι). Etymologicky je název odvozen od starořeckého slova pro „víno“ – oinos (οἶνος). Otec řecké hrdinky Methone, jejíž jméno odpovídá ve starořečtině dnešní Methoni, byl nazýván jako „vinař“ Oineus z Aetolie, mytický první řecký vinař, který údajně dostal révu od Dionýsa a podle Ernsta Curtiuse po něm ostrovy dostaly své jméno. 
Když Messénie patřila Spartě, Benedikt Niese popisuje ostrovy jako stát perioiků. Jen velmi málo stop na dvou větších ostrovech naznačuje jejich osídlení i v římských dobách.
Po dobytí Peloponésu Franky se v roce 1209 ostrovy, podle smlouvy ze Sapientza, dostaly do Benátské republiky. Spolu s přístavy Methoni a Koroni, jejichž historický osud od té doby sdílely. Sapientza byla vždy důležitým kotvištěm pro lodě směřující do Methoni. Svědčí o tom četné vraky lodí v oblasti kolem ostrova. Ostrovy Sapientza, Elafonisos (italsky Cervi) a Venetiko používaly lodě jako mezizastávku na obchodních cestách z Janova do Egejského moře a východního Středomoří. Po roce 1261 význam mezilehlých zastávek ještě vzrostl a to v důsledku rozšíření obchodních cest přes Peru u Konstantinopole do Černého moře.Města Methoni a Koroni několikrát změnila majitele. V roce 1354 janovská flotila porazila Benátčany v bitvě u Sapientzy. Během benátské vlády nad Peloponésem v letech 1687 až 1714 byli Inoussy podřízeny správě benátských Jónských ostrovů: Elafonissos (Cervi) byl pod správou (také benátského) ostrova Kythéra (Cerigo). Po znovudobytí Peloponésu Osmanskou říší v roce 1714 a Požarevackém míru v roce 1718 vedla tato správní struktura k tomu, že ostrovy ležící před Peloponésem byly považovány za součást Jónských ostrovů, a proto svou benátskou suverenitu nezměnily.
Od roku 1815 byly součástí Jónské republiky, protektorátu Velké Británie. Během řecké revoluce byly ostrovy povstaleckou základnou. Po vytvoření řeckého království v roce 1832 byly Inousy předmětem sporu mezi Řeckem a Británií. V roce 1864 byly podle Londýnské smlouvy ostrovy Jónské republiky postoupeny Řecku.